# Bistroff
Ne doit pas être confondu avec Bischtroff-sur-Sarre.
Bistroff est une commune française située dans le département de la Moselle en région Grand Est.

## Géographie
| Guessling-Hémering | Lelling                   | Lixing-lès-Saint-Avold |
|                    | Bistroff                  | Grostenquin            |
| Viller             | Harprich, Bérig-Vintrange |                        |

La majeure partie de la superficie de l'étang du Bischwald se situe sur le ban communal de Bistroff. C'est un étang à roselières, dont l'intérêt principal est son avifaune variée. Il ressemble à un bonhomme.

### Hydrographie
La commune est située dans le bassin versant du Rhin au sein du bassin Rhin-Meuse. Elle est drainée par le ruisseau du Bischwald, le ruisseau la Nied de Bischwald, le ruisseau de l'Étang de Sauerloch, le ruisseau Grenzgraben et le ruisseau Grossengraben.
Le ruisseau du Bischwald, d'une longueur totale de 13 km, prend sa source dans la commune de Grostenquin et se jette  dans la Nied allemande à Teting-sur-Nied, après avoir traversé huit communes.

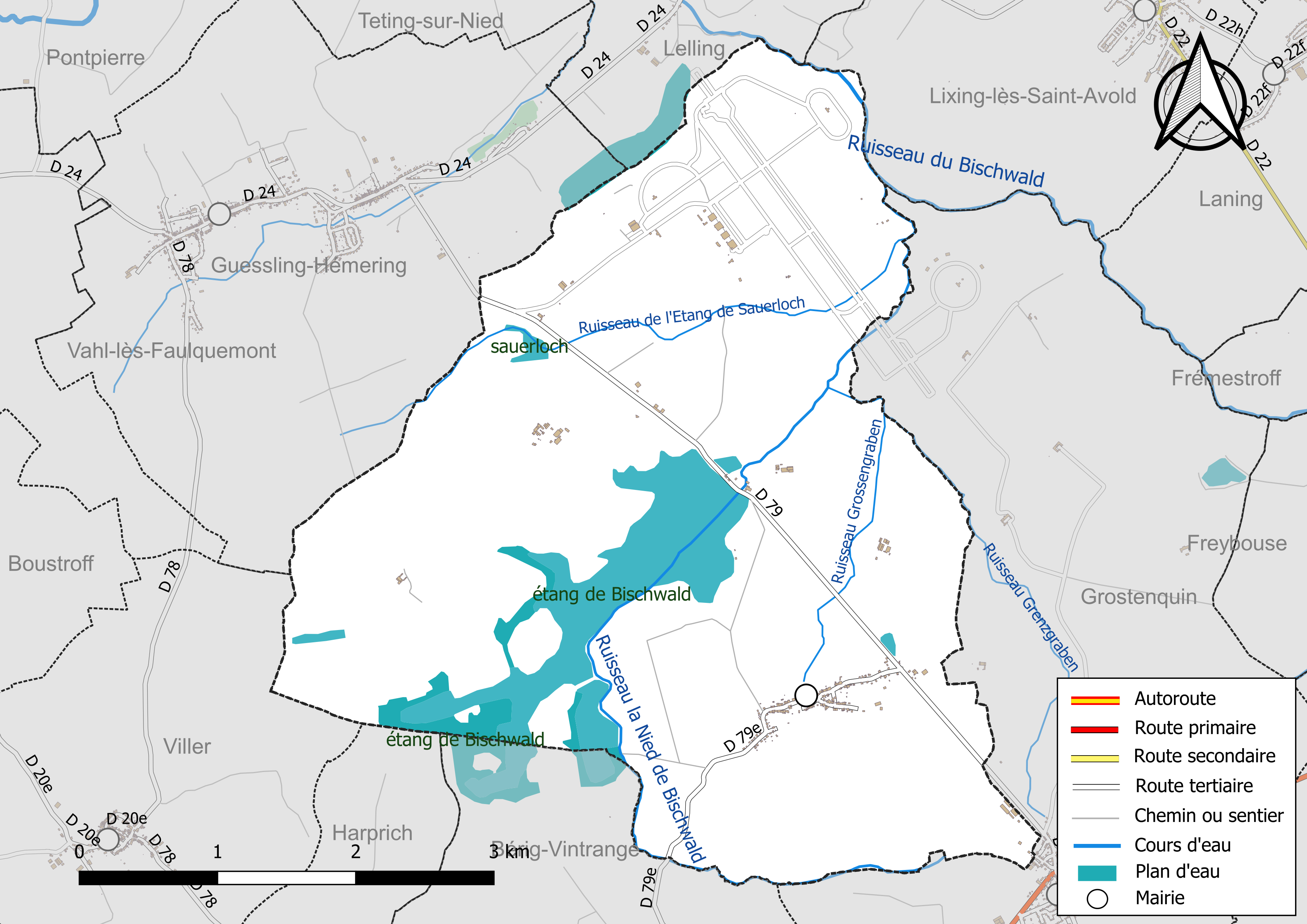
Réseaux hydrographique et routier de Bistroff.

La qualité des eaux des principaux cours d’eau de la commune, notamment du ruisseau du Bischwald, peut être consultée sur un site spécial géré par les agences de l’eau et l’Agence française pour la biodiversité.

### Climat
Pour des articles plus généraux, voir Climat du Grand Est et Climat de la Moselle.
En 2010, le climat de la commune est de type climat des marges montargnardes, selon une étude du Centre national de la recherche scientifique s'appuyant sur une série de données couvrant la période 1971-2000. En 2020, Météo-France publie une typologie des climats de la France métropolitaine dans laquelle la commune est exposée à un climat semi-continental et est dans la région climatique  Lorraine, plateau de Langres, Morvan, caractérisée par un hiver rude (1,5 °C), des vents modérés et des brouillards fréquents en automne et hiver. 
Pour la période 1971-2000, la température annuelle moyenne est de 9,8 °C, avec une amplitude thermique annuelle de 17 °C. Le cumul annuel moyen de précipitations est de 823 mm, avec 11,7 jours de précipitations en janvier et 9,1 jours en juillet. Pour la période 1991-2020, la température moyenne annuelle observée sur la station météorologique de Météo-France la plus proche, « Rodalbe », sur la commune de Rodalbe à 9 km à vol d'oiseau, est de 10,6 °C et le cumul annuel moyen de précipitations est de 737,2 mm. 
La température maximale relevée sur cette station est de 38,7 °C, atteinte le 24 juillet 2019 ; la température minimale est de −18,1 °C, atteinte le 26 décembre 2010,,. 
Les paramètres climatiques de la commune ont été estimés pour le milieu du siècle (2041-2070) selon différents scénarios d'émission de gaz à effet de serre à partir des nouvelles projections climatiques de référence DRIAS-2020. Ils sont consultables sur un site spécial publié par Météo-France en novembre 2022.

## Urbanisme

### Typologie
Au 1er janvier 2024, Bistroff est catégorisée commune rurale à habitat dispersé, selon la nouvelle grille communale de densité à sept niveaux définie par l'Insee en 2022.
Elle est située hors unité urbaine et hors attraction des villes,.

### Occupation des sols
L'occupation des sols de la commune, telle qu'elle ressort de la base de données européenne d’occupation biophysique des sols Corine Land Cover (CLC), est marquée par l'importance des territoires agricoles (68,5 % en 2018), une proportion sensiblement équivalente à celle de 1990 (68,7 %). La répartition détaillée en 2018 est la suivante : 
terres arables (44,4 %), prairies (21,8 %), zones industrielles ou commerciales et réseaux de communication (15,7 %), eaux continentales (8,4 %), forêts (5,3 %), zones agricoles hétérogènes (2,2 %), zones urbanisées (1,8 %), zones humides intérieures (0,3 %). L'évolution de l’occupation des sols de la commune et de ses infrastructures peut être observée sur les différentes représentations cartographiques du territoire : la carte de Cassini (XVIIIe siècle), la carte d'état-major (1820-1866) et les cartes ou photos aériennes de l'IGN pour la période actuelle (1950 à aujourd'hui).

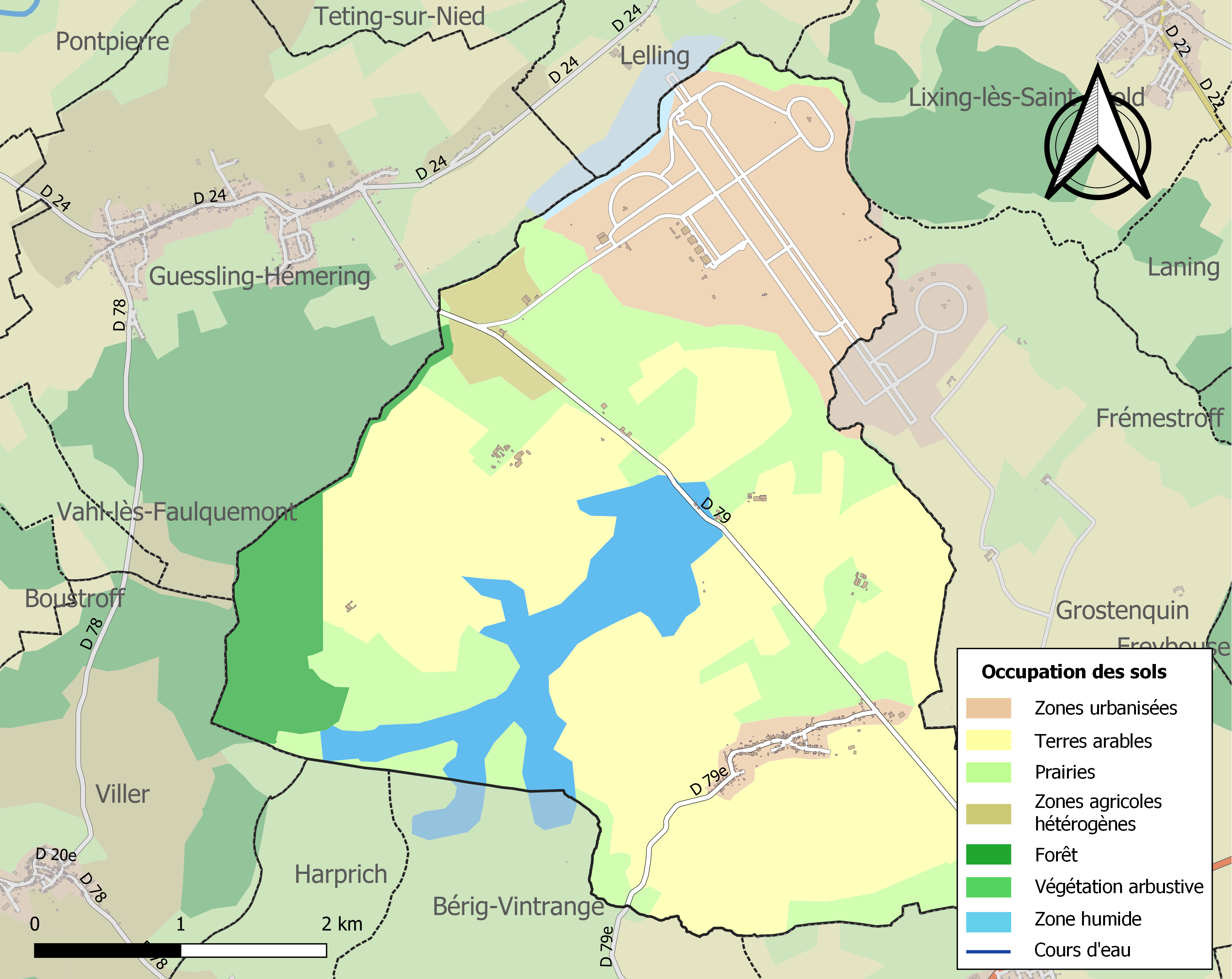
Carte des infrastructures et de l'occupation des sols de la commune en 2018 (CLC).

## Toponymie
- Bizzinsdorff et Bizzersdorff (XIIe siècle), Bistrof (1368), Bustroff (1447), Bistorf (1450), Bustorf (1467), Bistoff et Bistorff (1544), Bisdorf (1681), Bistroft et Bischtroft (1756), Bistroff (1793), Bischdorf (1871-1918).
- En francique lorrain : Bischtroff.

### Sobriquet
Die Batzer (les fanfarons, les hâbleurs), ce mot est dérivé du nom d’une petite monnaie en argent nommée Batzen.

## Histoire
- Fut construit sur l'emplacement d'une forêt défrichée.
- Chef-lieu d'une mairie de la principauté épiscopale de Metz qui relevait de la châtellenie de Hinguesange. Ancienne paroisse de l'archiprêtré de Morhange.
- il existe également l'équipe de foot de Bistroff constitué de : Dincher trystan, Hemmer Pierre, Esse Cedric, Gérard Soren et pour finir Gerard Yanis.

## Politique et administration
| Période                                  | Période  | Identité           | Étiquette | Qualité |
| ---------------------------------------- | -------- | ------------------ | --------- | ------- |
| Les données manquantes sont à compléter. |          |                    |           |         |
| 1983                                     | 2014     | Jean-Claude Gerard |           |         |
| 2014                                     | En cours | Jean Delles        |           |         |

## Démographie
L'évolution du nombre d'habitants est connue à travers les recensements de la population effectués dans la commune depuis 1793. Pour les communes de moins de 10 000 habitants, une enquête de recensement portant sur toute la population est réalisée tous les cinq ans, les populations de référence des années intermédiaires étant quant à elles estimées par interpolation ou extrapolation. Pour la commune, le premier recensement exhaustif entrant dans le cadre du nouveau dispositif a été réalisé en 2008.

En 2022, la commune comptait 312 habitants, en évolution de +0,65 % par rapport à 2016 (Moselle : +0,52 %, France hors Mayotte : +2,11 %).
| 1793 | 1800 | 1806 | 1821 | 1836 | 1841 | 1861 | 1866 | 1871 |
| ---- | ---- | ---- | ---- | ---- | ---- | ---- | ---- | ---- |
| 397  | 415  | 543  | 317  | 689  | 677  | 585  | 590  | 580  |

| 1875 | 1880 | 1885 | 1890 | 1895 | 1900 | 1905 | 1910 | 1921 |
| ---- | ---- | ---- | ---- | ---- | ---- | ---- | ---- | ---- |
| 530  | 473  | 441  | 427  | 428  | 443  | 395  | 393  | 334  |

| 1926 | 1931 | 1936 | 1946 | 1954 | 1962 | 1968 | 1975 | 1982 |
| ---- | ---- | ---- | ---- | ---- | ---- | ---- | ---- | ---- |
| 315  | 331  | 323  | 269  | 723  | 910  | 294  | 273  | 268  |

| 1990 | 1999 | 2006 | 2008 | 2013 | 2018 | 2022 | - | - |
| ---- | ---- | ---- | ---- | ---- | ---- | ---- | - | - |
| 276  | 299  | 331  | 340  | 318  | 313  | 312  | - | - |

## Culture locale et patrimoine

### Lieux et monuments
- Passage de la voie romaine.
- Ferme de Alt-Belgrad, aujourd'hui disparue.
- Église Saint-Maurice XVIIIe siècle, entièrement reconstruite après 1950.

### L'école-mairie
Le bâtiment de l'école-mairie est construit en 1905, comme l'indique l'inscription gravée dans le frontispice. Sérieusement endommagée à la suite des bombardements lors de la libération de novembre 1944, l'école est rapidement remise en état, permettant l'accueil des élèves de la classe unique dès janvier 1945.
Durant l'année 1967, de gros travaux de modernisation sont entrepris comme la mise aux normes des deux salles de classe, des sanitaires, la création du préau ainsi que le goudronnage de la cour de récréation. En 1984 a lieu une seconde rénovation avec l'installation du chauffage central, la création de faux plafonds et le revêtement des sols.
À la veille de la Seconde Guerre mondiale, la classe unique comptait 42 élèves, alors qu'en 1950, l'effectif était descendu à 14 écoliers.

### Héraldique
| Blason de Bistroff | Blason  | Coupé: au 1er de gueules à deux cailloux d'or, au 2e d'azur à deux clous d'argent; à la lance d'or, mouvant de la pointe et brochant. |
| Blason de Bistroff | Détails | Le statut officiel du blason reste à déterminer.                                                                                      |

## Pour approfondir